# Liste der Brücken über die Furkareuss
Die Liste der Brücken über die Furkareuss enthält die Brücken der Furkareuss von der Quelle im Oberen Schwärziseeli südöstlich des Furkapasses bis zum Zusammenfluss mit der Gotthardreuss bei Hospental.
| Bild | Name                            | Ort              | Lage               | Funktion                                                            | Konstruktion      | Material          | Höhe m ü. M. | Länge in m | Bemerkungen |
| ---- | ------------------------------- | ---------------- | ------------------ | ------------------------------------------------------------------- | ----------------- | ----------------- | ------------ | ---------- | --- |
|      | Unbenannter Steg                | Realp-Tiefenbach | 46.586985 8.453562 | Fussgängerbrücke                                                    | Balkenbrücke      | Stahl             | 1908         | 8          | Gebaut ca. 1980 Wanderland-Route 51 Furka-Höhenweg (Etappe 2 Furkapass–Andermatt) Bergwanderweg Flussaufwärts befindet sich das national geschützte Flachmoorgebiet Auf den Lägern. |
|      | Steinstafelviadukt              | Realp-Tiefenbach | 46.58794 8.45454   | Eisenbahnbrücke (eingleisig)                                        | Stein-Bogenbrücke | Stein             | 1894         | 54         | Natursteinbogenbrücke, eröffnet 1926 Furka-Bergstrecke: Die historische Touristenbahn fährt Ende Juni bis Anfangs Oktober, Donnerstag bis Sonntag (2021 Fahrplan). |
|      | Unbenannter Steg                | Realp-Tiefenbach | 46.58835 8.45972   | Fussgängerbrücke                                                    | Hängebrücke       | Stahl Holz        | 1852         | 12         | Gebaut ca. 2007 Übergang ist nicht behindertengerecht (Treppe). Wanderland-Route 51 Furka-Höhenweg (Etappe 2 Furkapass–Andermatt) Bergwanderweg |
|      | Kraftwerk Göschenen Wehr-Brücke | Realp-Tiefenbach | 46.58702 8.46972   | Strassenbrücke (einspurig)                                          | Balkenbrücke      | Beton             | 1816         | 20         | Furkareussstollen: Überleitung der Wasserfassung Tiefenbach in einem 7 km langen Freilaufstollen in den Göscheneralpsee für Nutzung durch das Kraftwerk in Göschenen. Bergwanderweg |
|      | Wilerbrücke                     | Realp            | 46.58673 8.49184   | Eisenbahnbrücke (eingleisig)                                        | Balkenbrücke      | Beton Stahl Stein | 1593         | 70         | Verbund-Konstruktion mit Mittelpfeiler, gebaut 1955, ersetzte Viadukt mit fünf Bögen von 1928, der während der Schneeschmelze einstürzte. Furka-Bergstrecke: Die historische Touristenbahn fährt Ende Juni bis Anfangs Oktober, Donnerstag bis Sonntag (2021 Fahrplan).                                   |
|      | Blaue Brücke (Schweigstrasse)   | Realp            | 46.58675 8.49223   | Strassenbrücke (einspurig)                                          | Fachwerkbrücke    | Stahl             | 1590         | 25         | Gebaut ca. 1965 Die Brücke befindet sich am Eingang des Witenwasserentales und dient als Zufahrt zu diversen militärischen Objekten. Mountainbikeland-Route 410 Witenwasserenbike (Andermatt–Andermatt)                                                                                                   |
|      | Unbenannte Brücke               | Realp            | 46.58821 8.49527   | Strassenbrücke (einspurig)                                          | Balkenbrücke      | Beton             | 1571         | 25         | Gebaut ca. 1993 Zufahrt zum Wasserkraftwerk Schweig-Geren (Kraftwerk Realp II) |
|      | Unbenannter Steg                | Realp            | 46.59179 8.49805   | Fussgängerbrücke                                                    | Balkenbrücke      | Stahl             | 1554         | 16         | Gebaut ca. 1975 Wanderweg |
|      | Loipen-Brücke (Süd)             | Realp            | 46.5922 8.49903    | Fussgängerbrücke                                                    | Schrägseilbrücke  | Holz Stahl        | 1551         | 24         | Gebaut 2005 Wander- und Rollskiweg |
|      | MGB-Brücke                      | Realp            | 46.59396 8.50131   | Eisenbahnbrücke (zweigleisig) mit Rohrleitungen an der Brückenseite | Balkenbrücke      | Beton             | 1546         | 40         | Eröffnet 1982, befindet sich beim nordöstlichen Portal des Furka-Basistunnels Bahnstrecke Visp–Brig–Andermatt |
|      | Unbenannte Brücke               | Realp            | 46.59414 8.50174   | Strassenbrücke (einspurig)                                          | Balkenbrücke      | Beton             | 1536         | 30         | Gebaut ca. 2007 Langlauf-Route 470 Urserntal-Loipe (Giessen–Hospental–Zumdorf–Realp–Andermatt) |
|      | Loipen-Brücke (Nord)            | Realp            | 46.59721 8.50398   | Fussgängerbrücke                                                    | Schrägseilbrücke  | Holz Stahl        | 1536         | 24         | Gebaut 2005 Wander- und Rollskiweg Langlauf-Route 470 Urserntal-Loipe (Giessen–Hospental–Zumdorf–Realp–Andermatt) |
|      | Bodenbühl-Brücke                | Realp            | 46.59785 8.50466   | Strassenbrücke (einspurig) mit Barriere                             | Balkenbrücke      | Beton             | 1536         | 20         | Wanderweg Rundweg Realp |
|      | Unbenannter Steg                | Realp            | 46.600437 8.507175 | Fussgängerbrücke                                                    | Balkenbrücke      | Holz              | 1530         | 22         | Gebaut ca. 1999 Wander- und Rollskiweg |
|      | MGB-Brücke                      | Realp            | 46.60067 8.50734   | Eisenbahnbrücke (eingleisig)                                        | Balkenbrücke      | Beton             | 1530         | 20         | Gebaut ca. 1928 Bahnstrecke Visp–Brig–Andermatt |
|      | Furkastrasse-Brücke             | Realp            | 46.60104 8.50766   | Strassenbrücke (zweispurig)                                         | Balkenbrücke      | Beton             | 1529         | 50         | Gebaut ca. 1975 Höchstgeschwindigkeit 80 km/h PostAuto-Buslinie 681 (Andermatt – Furka – Oberwald (Furkapass-Linie)) Veloland-Route 1 Rhone-Route (Etappe 1 Andermatt–Oberwald) |
|      | Alte Furkastrasse-Brücke        | Realp            | 46.601873 8.511283 | Strassenbrücke am alten Furkasaumweg (heute Ruine)                  | Stein-Bogenbrücke | Stein             | 1522         | 28         | Schützenswerte Steinbogenbrücke, gebaut in den 1860er Jahren |
|      | Unbenannte Brücke               | Realp            | 46.60322 8.51623   | Strassenbrücke (einspurig)                                          | Balkenbrücke      | Stahl             | 1510         | 26         | Gebaut ca. 1975 Holzfahrbahn Allgemeines Fahrverbot: Zubringerdienst gestattet Höchstgewicht 8 t Mountainbikeland-Route 410 Witenwasserenbike (Andermatt–Andermatt) Winterwandern-Route 512 Ursental-Weg (Andermatt–Realp) Flussabwärts befindet sich das national geschützte Auengebiet Widen bei Realp. |
|      | Unbenannte Brücke               | Zumdorf          | 46.60838 8.52981   | Feldwegbrücke (einspurig) mit Metallpoller                          | Balkenbrücke      | Holz              | 1496         | 24         | Allgemeines Fahrverbot: Zubringerdienst gestattet Höchstgewicht 8 t Mountainbikeland-Route 410 Witenwasserenbike (Andermatt–Andermatt) Winterwandern-Route 512 Ursental-Weg (Andermatt–Realp) Das Bauwerk befindet sich im national geschützten Auengebiet Widen bei Realp.                               |
|      | Unbenannte Brücke               | Zumdorf          | 46.61143 8.53706   | Strassenbrücke (einspurig) mit Barriere                             | Balkenbrücke      | Beton             | 1491         | 24         | Gebaut 1943 Zufahrt zum Kies- und Betonwerk Zumdorf Allgemeines Fahrverbot Höchstgewicht 10 t Langlauf-Route 470 Urserntal-Loipe (Giessen–Hospental–Zumdorf–Realp–Andermatt) |
|      | MGB-Brücke                      | Zumdorf          | 46.61135 8.53721   | Eisenbahnbrücke (eingleisig)                                        | Balkenbrücke      | Beton             | 1490         | 26         | Gebaut ca. 1928 Bahnstrecke Visp–Brig–Andermatt |
|      | Unbenannte Brücke               | Zumdorf          | 46.61131 8.53727   | Feldwegbrücke (einspurig)                                           | Balkenbrücke      | Beton             | 1490         | 26         | Gebaut ca. 1975 Fahrverbot für Motorwagen, Motorräder und Motorfahrräder: Landwirtschaftlicher Verkehr gestattet Höchstgewicht 10 t Wanderweg |
|      | Richlerenviadukt                | Hospental        | 46.61665 8.55503   | Eisenbahnbrücke (eingleisig)                                        | Stein-Bogenbrücke | Stein             | 1465         | 75         | Naturstein-Bogenbrücke, gebaut 1912/13 Bahnstrecke Visp–Brig–Andermatt |
|      | Tennlenbrücke                   | Hospental-Firt   | 46.62091 8.56854   | Fussgängerbrücke                                                    | Stein-Bogenbrücke | Stein             | 1449         | 20         | Einbogige Römerbrücke, vermutlich im 16.–17. Jahrhundert gebaut, letztmals renoviert 1956. Das Bauwerk ist denkmalgeschützt. Bergwanderweg Schneeschuhwandern-Route 877 Hospental Trail (Hospental–Hospental)                                                                                             |